# Carol Schreter
Carol Schreter (n. 16 octombrie 1931, Petroșani – d. 9 februarie 2007, Petroșani) a fost primar al municipiului Petroșani pe parcursul a două mandate: între 1996-2000 din partea Partidului Alianța Civică, iar între 2004-2007 din partea PD. A fost de profesie inginer. Timp de 24 de ani, înainte de a fi ales primar, a condus mai multe exploatări miniere din Valea Jiului.
A primit distincția de cetățean de onoare al municipiului Petroșani, al orașului Várpalota din Ungaria și al orașului Uricani. La Petroșani există un parc care poartă numele fostului primar.